# Campeonato FIBA Américas Sub-18 de 2012
El Campeonato FIBA Américas Sub-18 de 2012 fue la VIII edición del torneo de baloncesto organizado por FIBA Américas el torneo más importante a nivel de Americano para selecciones menores de 18 años. Se realizó en el estadio de Arena Olímpica de São Sebastião do Paraíso en la ciudad de São Sebastião do Paraíso en el estado de Minas Gerais (Brasil), del 16 al 20 de junio de 2012 y entregó cuatro plazas al mundial de baloncesto sub-18 2013

## Grupo A
|   | Equipo                         | Pts | J | G | P | PF  | PC  | Dif  |
| - | ------------------------------ | --- | - | - | - | --- | --- | ---- |
| 1 | Estados Unidos                 | 6   | 3 | 3 | 0 | 298 | 165 | +133 |
| 2 | Brasil                         | 5   | 3 | 2 | 1 | 227 | 217 | +10  |
| 3 | Islas Vírgenes Estadounidenses | 4   | 3 | 1 | 2 | 188 | 268 | -80  |
| 4 | México                         | 3   | 3 | 0 | 3 | 207 | 270 | -63  |

| 16 de junio, 14:00                   | Estados Unidos                       | 105 - 42                             | Islas Vírgenes Estadounidenses                                       |  |
| Reporte                              |                                      |                                      |                                                                      |  |
| Parciales: 26-13, 22-11, 28-8, 29-10 | Parciales: 26-13, 22-11, 28-8, 29-10 | Parciales: 26-13, 22-11, 28-8, 29-10 | Arena Olímpica de São Sebastião do Paraíso, São Sebastião do Paraíso |  |
| William Goodwin 30 puntos            | Pts                                  | Khalid Mosiah Hart 12 puntos         | Arena Olímpica de São Sebastião do Paraíso, São Sebastião do Paraíso |  |
| Jake Layman 10 rebotes               | Rebs                                 | Amadius Kylonil Der-Weer 3 rebotes   | Arena Olímpica de São Sebastião do Paraíso, São Sebastião do Paraíso |  |
| Nathaniel Britt 5 asistencias        | Asists                               | Angel Rivera 4 asistencias           | Arena Olímpica de São Sebastião do Paraíso, São Sebastião do Paraíso |  |

| 16 de junio, 18:00                   | Brasil                               | 79 - 69                              | México                                                               |  |
| Reporte                              |                                      |                                      |                                                                      |  |
| Parciales: 9-23, 23-15, 24-20, 23-11 | Parciales: 9-23, 23-15, 24-20, 23-11 | Parciales: 9-23, 23-15, 24-20, 23-11 | Arena Olímpica de São Sebastião do Paraíso, São Sebastião do Paraíso |  |
| Deryk Evandro Ramos 19 puntos        | Pts                                  | Jose Estrada 33 puntos               | Arena Olímpica de São Sebastião do Paraíso, São Sebastião do Paraíso |  |
| Leonardo Demetrio 15 rebotes         | Rebs                                 | Kevin Alejandro Lagunas 7 rebotes    | Arena Olímpica de São Sebastião do Paraíso, São Sebastião do Paraíso |  |
| Arthur Pecos Fernandes 2 asistencias | Asists                               | Jose Estrada 4 asistencias           | Arena Olímpica de São Sebastião do Paraíso, São Sebastião do Paraíso |  |

| 17 de junio, 14:00                     | México                                | 59 - 110                              | Estados Unidos                                                       |  |
| Reporte                                |                                       |                                       |                                                                      |  |
| Parciales: 12-32, 14-26, 17-27, 16-25  | Parciales: 12-32, 14-26, 17-27, 16-25 | Parciales: 12-32, 14-26, 17-27, 16-25 | Arena Olímpica de São Sebastião do Paraíso, São Sebastião do Paraíso |  |
| Jessie Kevin Arias 13 puntos           | Pts                                   | Jake Layman 18 puntos                 | Arena Olímpica de São Sebastião do Paraíso, São Sebastião do Paraíso |  |
| Fernando Antonio Cazares 6 rebotes     | Rebs                                  | William Goodwin 7 rebotes             | Arena Olímpica de São Sebastião do Paraíso, São Sebastião do Paraíso |  |
| Francisco Alberto Moreno 3 asistencias | Asists                                | James Robinson 4 asistencias          | Arena Olímpica de São Sebastião do Paraíso, São Sebastião do Paraíso |  |

| 17 de junio, 18:00                    | Islas Vírgenes Estadounidenses        | 65 - 84                               | Brasil                                                               |  |
| Reporte                               |                                       |                                       |                                                                      |  |
| Parciales: 17-23, 15-23, 17-18, 16-20 | Parciales: 17-23, 15-23, 17-18, 16-20 | Parciales: 17-23, 15-23, 17-18, 16-20 | Arena Olímpica de São Sebastião do Paraíso, São Sebastião do Paraíso |  |
| Khalid Mosiah Hart 29 puntos          | Pts                                   | Lucas Dias 21 puntos                  | Arena Olímpica de São Sebastião do Paraíso, São Sebastião do Paraíso |  |
| Justin Gray 6 rebotes                 | Rebs                                  | Lucas Dias 7 rebotes                  | Arena Olímpica de São Sebastião do Paraíso, São Sebastião do Paraíso |  |
| Angel Rivera 6 asistencias            | Asists                                | Danilo Fuzaro 6 asistencias           | Arena Olímpica de São Sebastião do Paraíso, São Sebastião do Paraíso |  |

| 18 de junio, 14:00                    | Islas Vírgenes Estadounidenses        | 81 - 79                               | México                                                               |  |
| Reporte                               |                                       |                                       |                                                                      |  |
| Parciales: 15-23, 24-23, 16-18, 26-15 | Parciales: 15-23, 24-23, 16-18, 26-15 | Parciales: 15-23, 24-23, 16-18, 26-15 | Arena Olímpica de São Sebastião do Paraíso, São Sebastião do Paraíso |  |
| Khalid Mosiah Hart 30 puntos          | Pts                                   | Jose Estrada 25 puntos                | Arena Olímpica de São Sebastião do Paraíso, São Sebastião do Paraíso |  |
| Alex Ackhel Bazil 16 rebotes          | Rebs                                  | Jose Estrada 7 rebotes                | Arena Olímpica de São Sebastião do Paraíso, São Sebastião do Paraíso |  |
| Angel Rivera 6 asistencias            | Asists                                | Jose Estrada 4 asistencias            | Arena Olímpica de São Sebastião do Paraíso, São Sebastião do Paraíso |  |

| 18 de junio, 18:00                    | Brasil                                | 64 - 83                               | Estados Unidos                                                       |  |
| Reporte                               |                                       |                                       |                                                                      |  |
| Parciales: 14-22, 14-27, 19-12, 17-22 | Parciales: 14-22, 14-27, 19-12, 17-22 | Parciales: 14-22, 14-27, 19-12, 17-22 | Arena Olímpica de São Sebastião do Paraíso, São Sebastião do Paraíso |  |
| Lucas Dias 15 puntos                  | Pts                                   | Jarnell Stokes 22 puntos              | Arena Olímpica de São Sebastião do Paraíso, São Sebastião do Paraíso |  |
| Matheus Pereira 8 rebotes             | Rebs                                  | Jarnell Stokes 8 rebotes              | Arena Olímpica de São Sebastião do Paraíso, São Sebastião do Paraíso |  |
| Deryk Evandro Ramos 6 asistencias     | Asists                                | Marcus Smart 6 asistencias            | Arena Olímpica de São Sebastião do Paraíso, São Sebastião do Paraíso |  |

## Grupo B
|   | Equipo      | Pts | J | G | P | PF  | PC  | Dif |
| - | ----------- | --- | - | - | - | --- | --- | --- |
| 1 | Canadá      | 6   | 3 | 3 | 0 | 250 | 186 | +64 |
| 2 | Argentina   | 5   | 3 | 2 | 1 | 224 | 185 | +39 |
| 3 | Colombia    | 4   | 3 | 1 | 2 | 184 | 243 | -59 |
| 4 | Puerto Rico | 3   | 3 | 0 | 3 | 181 | 225 | -44 |

| 16 de junio, 16:00                     | Canadá                               | 77 - 51                              | Puerto Rico                                                          |  |
| Reporte                                |                                      |                                      |                                                                      |  |
| Parciales: 24-10, 19-7, 20-15, 14-19   | Parciales: 24-10, 19-7, 20-15, 14-19 | Parciales: 24-10, 19-7, 20-15, 14-19 | Arena Olímpica de São Sebastião do Paraíso, São Sebastião do Paraíso |  |
| Trey Lyles 17 puntos                   | Pts                                  | David Rosado 10 puntos               | Arena Olímpica de São Sebastião do Paraíso, São Sebastião do Paraíso |  |
| Trey Lyles 16 rebotes                  | Rebs                                 | David Rosado 6 rebotes               | Arena Olímpica de São Sebastião do Paraíso, São Sebastião do Paraíso |  |
| Andrew Christian Wiggins 4 asistencias | Asists                               | Carlos D Morales 3 asistencias       | Arena Olímpica de São Sebastião do Paraíso, São Sebastião do Paraíso |  |

| 16 de junio, 20:00                   | Argentina                            | 80 - 45                               | Colombia                                                             |  |
| Reporte                              |                                      |                                       |                                                                      |  |
| Parciales: 21-8, 19-14, 21-10, 19-13 | Parciales: 21-8, 19-14, 21-10, 19-13 | Parciales: 21-8, 19-14, 21-10, 19-13  | Arena Olímpica de São Sebastião do Paraíso, São Sebastião do Paraíso |  |
| Gabriel Deck 18 puntos               | Pts                                  | Braian Alexander Angola 12 puntos     | Arena Olímpica de São Sebastião do Paraíso, São Sebastião do Paraíso |  |
| Gonzalo Emanuel Torres 8 rebotes     | Rebs                                 | Tonny Jose Trocha 12 rebotes          | Arena Olímpica de São Sebastião do Paraíso, São Sebastião do Paraíso |  |
| Gaston Whelan 4 asistencias          | Asists                               | Braian Alexander Angola 2 asistencias | Arena Olímpica de São Sebastião do Paraíso, São Sebastião do Paraíso |  |

| 17 de junio, 16:00                    | Puerto Rico                           | 65 - 76                               | Argentina                                                            |  |
| Reporte                               |                                       |                                       |                                                                      |  |
| Parciales: 13-16, 15-13, 14-21, 23-26 | Parciales: 13-16, 15-13, 14-21, 23-26 | Parciales: 13-16, 15-13, 14-21, 23-26 | Arena Olímpica de São Sebastião do Paraíso, São Sebastião do Paraíso |  |
| Allen Báez 16 puntos                  | Pts                                   | Matias Bernardini 20 puntos           | Arena Olímpica de São Sebastião do Paraíso, São Sebastião do Paraíso |  |
| Jeffrey Daniel Burgos 5 rebotes       | Rebs                                  | Gabriel Deck 8 rebotes                | Arena Olímpica de São Sebastião do Paraíso, São Sebastião do Paraíso |  |
| Carlos D Morales 3 asistencias        | Asists                                | Gaston Whelan 4 asistencias           | Arena Olímpica de São Sebastião do Paraíso, São Sebastião do Paraíso |  |

| 17 de junio, 20:00                   | Colombia                             | 67 - 98                              | Canadá                                                               |  |
| Reporte                              |                                      |                                      |                                                                      |  |
| Parciales: 17-17, 15-30, 27-19, 8-32 | Parciales: 17-17, 15-30, 27-19, 8-32 | Parciales: 17-17, 15-30, 27-19, 8-32 | Arena Olímpica de São Sebastião do Paraíso, São Sebastião do Paraíso |  |
| Kevin Antonio Cuesta 17 puntos       | Pts                                  | Andrew Christian Wiggins 17 puntos   | Arena Olímpica de São Sebastião do Paraíso, São Sebastião do Paraíso |  |
| Kevin Antonio Cuesta 9 rebotes       | Rebs                                 | Trey Lyles 19 rebotes                | Arena Olímpica de São Sebastião do Paraíso, São Sebastião do Paraíso |  |
| Tonny Jose Trocha 4 asistencias      | Asists                               | Tyler Ennis 6 asistencias            | Arena Olímpica de São Sebastião do Paraíso, São Sebastião do Paraíso |  |

| 18 de junio, 16:00                    | Canadá                                | 75 - 68                               | Argentina                                                            |  |
| Reporte                               |                                       |                                       |                                                                      |  |
| Parciales: 19-15, 15-14, 18-20, 23-19 | Parciales: 19-15, 15-14, 18-20, 23-19 | Parciales: 19-15, 15-14, 18-20, 23-19 | Arena Olímpica de São Sebastião do Paraíso, São Sebastião do Paraíso |  |
| Andrew Christian Wiggins 19 puntos    | Pts                                   | Martin Massone 19 puntos              | Arena Olímpica de São Sebastião do Paraíso, São Sebastião do Paraíso |  |
| Trey Lyles 12 rebotes                 | Rebs                                  | Gonzalo Emanuel Torres 9 rebotes      | Arena Olímpica de São Sebastião do Paraíso, São Sebastião do Paraíso |  |
| Tyler Ennis 2 asistencias             | Asists                                | Gaston Whelan 5 asistencias           | Arena Olímpica de São Sebastião do Paraíso, São Sebastião do Paraíso |  |

| 18 de junio, 20:00                    | Colombia                              | 72 - 65                               | Puerto Rico                                                          |  |
| Reporte                               |                                       |                                       |                                                                      |  |
| Parciales: 18-14, 22-27, 11-11, 21-13 | Parciales: 18-14, 22-27, 11-11, 21-13 | Parciales: 18-14, 22-27, 11-11, 21-13 | Arena Olímpica de São Sebastião do Paraíso, São Sebastião do Paraíso |  |
| Kevin Antonio Cuesta 22 puntos        | Pts                                   | Alexander Curet 12 puntos             | Arena Olímpica de São Sebastião do Paraíso, São Sebastião do Paraíso |  |
| Tonny Jose Trocha 13 rebotes          | Rebs                                  | Wilfredo Rodríguez 6 rebotes          | Arena Olímpica de São Sebastião do Paraíso, São Sebastião do Paraíso |  |
| Juan Jose López 4 asistencias         | Asists                                | Allen Báez 5 asistencias              | Arena Olímpica de São Sebastião do Paraíso, São Sebastião do Paraíso |  |

## 5 al 8 lugar
| 19 de junio, 14:00                    | Islas Vírgenes Estadounidenses        | 68 - 71                               | Puerto Rico                                                          |  |
| Reporte                               |                                       |                                       |                                                                      |  |
| Parciales: 19-12, 18-22, 13-19, 18-18 | Parciales: 19-12, 18-22, 13-19, 18-18 | Parciales: 19-12, 18-22, 13-19, 18-18 | Arena Olímpica de São Sebastião do Paraíso, São Sebastião do Paraíso |  |
| Khalid Mosiah Hart 26 puntos          | Pts                                   | Wilfredo Rodríguez 17 puntos          | Arena Olímpica de São Sebastião do Paraíso, São Sebastião do Paraíso |  |
| Alex Ackhel Bazil 6 rebotes           | Rebs                                  | Abdiel J. Badillo 13 rebotes          | Arena Olímpica de São Sebastião do Paraíso, São Sebastião do Paraíso |  |
| Angel Rivera 6 asistencias            | Asists                                | Abdiel J. Badillo 4 asistencias       | Arena Olímpica de São Sebastião do Paraíso, São Sebastião do Paraíso |  |

| 19 de junio, 16:00                    | Colombia                              | 82 - 85                               | México                                                               |  |
| Reporte                               |                                       |                                       |                                                                      |  |
| Parciales: 21-17, 23-22, 20-24, 18-22 | Parciales: 21-17, 23-22, 20-24, 18-22 | Parciales: 21-17, 23-22, 20-24, 18-22 | Arena Olímpica de São Sebastião do Paraíso, São Sebastião do Paraíso |  |
| Tonny Jose Trocha 23 puntos           | Pts                                   | Jose Estrada 21 puntos                | Arena Olímpica de São Sebastião do Paraíso, São Sebastião do Paraíso |  |
| Tonny Jose Trocha 10 rebotes          | Rebs                                  | Kevin Alejandro Lagunas 8 rebotes     | Arena Olímpica de São Sebastião do Paraíso, São Sebastião do Paraíso |  |
| Juan Jose López 6 asistencias         | Asists                                | Kevin Alejandro Lagunas 1 asistencia  | Arena Olímpica de São Sebastião do Paraíso, São Sebastião do Paraíso |  |

## Partido por el 7 lugar
| 20 de junio, 14:00                  | Islas Vírgenes Estadounidenses      | 77 - 52                               | Colombia                                                             |  |
| Reporte                             |                                     |                                       |                                                                      |  |
| Parciales: 16-5, 14-8, 26-25, 21-14 | Parciales: 16-5, 14-8, 26-25, 21-14 | Parciales: 16-5, 14-8, 26-25, 21-14   | Arena Olímpica de São Sebastião do Paraíso, São Sebastião do Paraíso |  |
| Khalid Mosiah Hart 20 puntos        | Pts                                 | Tonny Jose Trocha 20 puntos           | Arena Olímpica de São Sebastião do Paraíso, São Sebastião do Paraíso |  |
| Khalid Mosiah Hart 9 rebotes        | Rebs                                | Tonny Jose Trocha 8 rebotes           | Arena Olímpica de São Sebastião do Paraíso, São Sebastião do Paraíso |  |
| Angel Rivera 10 asistencias         | Asists                              | Braian Alexander Angola 3 asistencias | Arena Olímpica de São Sebastião do Paraíso, São Sebastião do Paraíso |  |

## Partido por el 5 lugar
| 20 de junio, 16:00                    | Puerto Rico                           | 73 - 75                               | México                                                               |  |
| Reporte                               |                                       |                                       |                                                                      |  |
| Parciales: 23-12, 13-24, 19-25, 18-14 | Parciales: 23-12, 13-24, 19-25, 18-14 | Parciales: 23-12, 13-24, 19-25, 18-14 | Arena Olímpica de São Sebastião do Paraíso, São Sebastião do Paraíso |  |
| Jerome Manuel Caraballo 13 puntos     | Pts                                   | Jose Estrada 28 puntos                | Arena Olímpica de São Sebastião do Paraíso, São Sebastião do Paraíso |  |
| Jerome Manuel Caraballo 7 rebotes     | Rebs                                  | Kevin Alejandro Lagunas 15 rebotes    | Arena Olímpica de São Sebastião do Paraíso, São Sebastião do Paraíso |  |
| Allen Báez 7 asistencias              | Asists                                | Ruben Abdiel Macias 2 asistencias     | Arena Olímpica de São Sebastião do Paraíso, São Sebastião do Paraíso |  |

## Fase final

### Semifinal
| 19 de junio, 18:00                    | Estados Unidos                        | 107 - 72                              | Argentina                                                            |  |
| Reporte                               |                                       |                                       |                                                                      |  |
| Parciales: 29-17, 24-21, 25-17, 29-17 | Parciales: 29-17, 24-21, 25-17, 29-17 | Parciales: 29-17, 24-21, 25-17, 29-17 | Arena Olímpica de São Sebastião do Paraíso, São Sebastião do Paraíso |  |
| Julius Randle 15 puntos               | Pts                                   | Ignacio Moreno 15 puntos              | Arena Olímpica de São Sebastião do Paraíso, São Sebastião do Paraíso |  |
| Jarnell Stokes 5 rebotes              | Rebs                                  | Luciano Bruno Togñon 6 rebotes        | Arena Olímpica de São Sebastião do Paraíso, São Sebastião do Paraíso |  |
| Rodney Purvis 4 asistencias           | Asists                                | Gaston Whelan 4 asistencias           | Arena Olímpica de São Sebastião do Paraíso, São Sebastião do Paraíso |  |

| 19 de junio, 20:00                   | Canadá                               | 62 - 66                              | Brasil                                                               |  |
| Reporte                              |                                      |                                      |                                                                      |  |
| Parciales: 23-18, 12-21, 16-7, 11-20 | Parciales: 23-18, 12-21, 16-7, 11-20 | Parciales: 23-18, 12-21, 16-7, 11-20 | Arena Olímpica de São Sebastião do Paraíso, São Sebastião do Paraíso |  |
| Rathan-Mayes 21 puntos               | Pts                                  | Deryk Evandro Ramos 18 puntos        | Arena Olímpica de São Sebastião do Paraíso, São Sebastião do Paraíso |  |
| Trey Lyles 15 rebotes                | Rebs                                 | Lucas Dias 9 rebotes                 | Arena Olímpica de São Sebastião do Paraíso, São Sebastião do Paraíso |  |
| Tyler Ennis 5 asistencias            | Asists                               | Deryk Evandro Ramos 3 asistencias    | Arena Olímpica de São Sebastião do Paraíso, São Sebastião do Paraíso |  |

### Partido por el 3 lugar
| 20 de junio, 18:00                    | Argentina                             | 66 - 68                               | Canadá                                                               |  |
| Reporte                               |                                       |                                       |                                                                      |  |
| Parciales: 15-17, 10-12, 16-18, 25-21 | Parciales: 15-17, 10-12, 16-18, 25-21 | Parciales: 15-17, 10-12, 16-18, 25-21 | Arena Olímpica de São Sebastião do Paraíso, São Sebastião do Paraíso |  |
| Gabriel Deck 23 puntos                | Pts                                   | Rathan-Mayes 16 puntos                | Arena Olímpica de São Sebastião do Paraíso, São Sebastião do Paraíso |  |
| Gonzalo Emanuel Torres 5 rebotes      | Rebs                                  | Andrew Christian Wiggins 11 rebotes   | Arena Olímpica de São Sebastião do Paraíso, São Sebastião do Paraíso |  |
| Gaston Whelan 4 asistencias           | Asists                                | Tyler Ennis 3 asistencias             | Arena Olímpica de São Sebastião do Paraíso, São Sebastião do Paraíso |  |

### Final
| 20 de junio, 20:00                   | Estados Unidos                       | 81 - 56                              | Brasil                                                               |  |
| Reporte                              |                                      |                                      |                                                                      |  |
| Parciales: 24-16, 13-15, 19-9, 25-16 | Parciales: 24-16, 13-15, 19-9, 25-16 | Parciales: 24-16, 13-15, 19-9, 25-16 | Arena Olímpica de São Sebastião do Paraíso, São Sebastião do Paraíso |  |
| Julius Randle 18 puntos              | Pts                                  | Leonardo Demetrio 11 puntos          | Arena Olímpica de São Sebastião do Paraíso, São Sebastião do Paraíso |  |
| Julius Randle 12 rebotes             | Rebs                                 | Deryk Evandro Ramos 6 rebotes        | Arena Olímpica de São Sebastião do Paraíso, São Sebastião do Paraíso |  |
| Marcus Smart 4 asistencias           | Asists                               | Arthur Pecos Fernandes 2 asistencias | Arena Olímpica de São Sebastião do Paraíso, São Sebastião do Paraíso |  |

| Estados Unidos         |
| Campeón Estados Unidos |
| Sexto Título           |

## Clasificación
| Posición | Equipo                         |
| -------- | ------------------------------ |
| 1        | Estados Unidos                 |
| 2        | Brasil                         |
| 3        | Canadá                         |
| 4        | Argentina                      |
| 5        | México                         |
| 6        | Puerto Rico                    |
| 7        | Islas Vírgenes Estadounidenses |
| 8        | Colombia                       |

## Clasificados al Campeonato Mundial Sub-19 2013
| Bandera de Estados Unidos | Bandera de Brasil | Bandera de Canadá | Bandera de Argentina |
| Estados Unidos            | Brasil            | Canadá            | Argentina            |
| ------------------------- | ----------------- | ----------------- | -------------------- |